# 커스 다마토

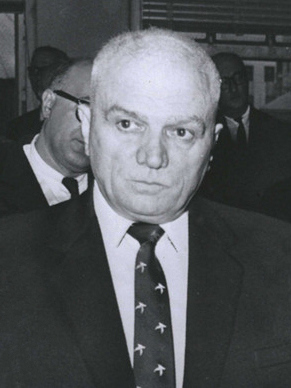

커스 다마토(Cus D'Amato, 1908년 1월 17일 ~ 1985년 11월 4일)는 미국의 복싱 트레이너이자 매니저이다. 마이크 타이슨을 권투 선수로 키워낸 장본인이다.